# Oryginał transformaty
Oryginał transformaty (funkcja czasu) – funkcja o własnościach:
1. Dla ujemnych wartości przyjmuje wartość zero {\displaystyle f(t)=0;t<0.}
2. Jest ciągła lub posiada skończoną liczbę punktów nieciągłości, które są średnią arytmetyczną granic jednostronnych w tych punktach.
3. Wzrasta co do wartości bezwzględnej nie szybciej niż funkcja wykładnicza to znaczy:{\displaystyle |f(t)|\leqslant Ae^{at}.}